# Тащи Борис Борисович
Бори́с Бори́сович Тащи́ (нар. 26 липня 1993, Одеса, Україна) — український футболіст, нападник німецького клубу «Ерцгебірге Ауе».

## Клубна кар'єра
У дитячо-юнацькій футбольній лізі України виступав 2005 року за одеський «Чорноморець», а з 2006 по 2009 роки грав за одеську ДЮСШ-11. Перший тренер — Сергій Володимирович Зайков.
Влітку 2009 року перейшов до складу дубля «Чорноморця». 18 вересня 2009 року дебютував у молодіжній першості України у виїзному матчі проти маріупольського «Іллічівця» (0:3), Тащи вийшов в основі, відзначився дублем (голи на 17-й та 41-й хвилині) у ворота Сергія Семено. Всього у сезоні 2009/10 Тащи зіграв за дубль 18 матчів та забив 6 м'ячів, «Чорноморець» у молодіжному чемпіонаті посів 4 місце.

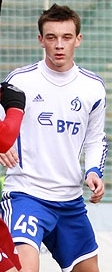
У молодіжній команді «Динамо» (Москва). 3 вересня 2011 року

Після того, як «Чорноморець» вилетів до Першої ліги України, гравця почали залучати до ігор за основну команду. У Першій лізі він дебютував 17 липня 2010 року у домашньому матчі проти алчевської «Сталі» (1:1), вийшовши на 88-й хвилині замість Анатолія Діденка. 26 вересня 2010 року в матчі проти івано-франківського «Прикарпаття» (2:1), Тащи забив свій перший гол за клуб, на 75-й хвилині ударом через себе.
За підсумками сезону 2010/11 «Чорноморець» став срібним призером Першої ліги і вийшов до Прем'єр-ліги, клуб у першості поступився лише «Олександрії». Тащи зіграв за команду у 23 матчах та забив 5 голів. Також у цьому сезоні він провів 1 матч у Кубку України і 4 матчі за «Чорноморець-2» у Другій лізі.
2010 року з'явилася інформація про те, що Тащи може перейти в англійський «Манчестер Юнайтед». Скаути клубу примітили його в матчах за юнацьку збірну України (U-17). До складу клубу він перейти не зміг через проблеми з дозволом на переїзд, оскільки гравець ще не досяг повноліття. Також Борисом цікавилися київське «Динамо», донецький «Шахтар» і московський «Спартак».
10 липня 2011 року дебютував у Прем'єр-лізі у домашньому матчі проти донецького «Металурга» (0:1), вийшовши на поле на 80-й хвилині замість Сергія Політила. Всього за «Чорноморець» у Прем'єр-лізі провів 3 матчі, жодного разу не вийшовши у основному складі.
22 серпня 2011 року на офіційному сайті «Чорноморця» [Архівовано 20 лютого 2009 у Wayback Machine.] з'явилася новина про перехід Тащи в латвійський «Олімпс». Втім вже наступного дня московське «Динамо» оголосило про трансфер Бориса Тащи. Пізніше агент футболіста заявив, що трансфер Тащи був зроблений з дотриманням закону. Проте закріпитися у складі московського клубу молодий легіонер не зумів, не зігравши за сезон жодного матчу, через що у червні 2012 року був відданий на один рік назад в оренду до «Чорноморця», проте і тут заграти не зумів, провівши всього одну гру в основному складі одеситів і ще 20 матчів у дублі.
Влітку 2013 року, невдовзі після повернення у «Динамо», знову був відданий на сезон в оренду, але цього разу в ужгородську «Говерлу».
9 жовтня 2014 року гравець перейшов до другої команди німецького «Штутгарта». 29 листопада 2015 року дебютував у складі «Штутгарта» у Бундеслізі. Разом з клубом став чемпіоном Другої Бундесліги у сезоні 2016/17.
Влітку 2019 року Тащи підписав контракт з клубом «Санкт-Паулі» (Гамбург). У січні 2021 року залишив клуб за обопільною згодою.
5 березня 2021 року підписав контракт з південнокорейським «Пхохан Стілерс».

### Кар'єра в збірній
З 2008 року по 2010 рік виступав за юнацьку збірну України до 17 років, всього за команду він провів 17 матчів та забив 3 м'ячі (один гол у ворота Молдови та дубль у ворота Азербайджану). У рамках відбіркового еліт-раунду на чемпіонат Європи 2010 у Ліхтенштейні Тащи провів 2 матчі, проти Нідерландів (2:0) і Грузії (2:2). У підсумку Україна посіла останнє місце у своїй групі і не змогла пробитися на турнір. У складі юнацької збірної до 17 років виступав на товариському турнірі у Туреччині.
У складі збірної до 19 років в січні 2011 року на меморіалі Гранаткіна разом з командою став бронзовим призером. У матчі за третє місце Україна обіграла Росію (3:1). У рамках кваліфікації на чемпіонат Європи 2011 в Румунії, Україна посіла перше місце у своїй групі та потрапила в еліт-раунд. Тащи в цьому раунді зіграв у всіх 3 іграх. У еліт-раунді Тащи також зіграв у всіх 3 іграх. Україна виступила невдало, посівши передостаннє 3 місце і не потрапивши на чемпіонат.
Всього за збірну України до 19 років провів 16 матчів та забив 4 голи.
З 2012 року залучається до ігор молодіжної збірної України. У січні 2013 року у складі молодіжної збірної став учасником Кубка Співдружності, на якому зіграв в усіх 6 матчах і допоміг збірній стати фіналістом змагання.

## Статистика виступів
Станом на 23 грудня 2015
| Сезон                 | Команда               | Чемпіонат             | Чемпіонат | Чемпіонат | Кубок | Кубок | Кубок | Єврокубки | Єврокубки | Єврокубки | Інші кубки | Інші кубки | Інші кубки | Всього | Всього |
| Сезон                 | Команда               | Змаг.                 | Матчі     | Голи      | Змаг. | Матчі | Голи  | Змаг.     | Матчі     | Голи      | Змаг.      | Матчі      | Голи       | Матчі  | Голи   |
| --------------------- | --------------------- | --------------------- | --------- | --------- | ----- | ----- | ----- | --------- | --------- | --------- | ---------- | ---------- | ---------- | ------ | ------ |
| 2010-2011             | Чорноморець-2         | 2Л                    | 4         | 0         | —     | —     | —     | —         | —         | —         | -          | —          | —          | 4      | 0      |
| 2010-2011             | Чорноморець           | 1Л                    | 23        | 5         | КУ    | 1     | 0     | —         | —         | —         | —          | —          | —          | 24     | 5      |
| 2011-2012             | Чорноморець           | ПЛ                    | 3         | 0         | —     | —     | —     | —         | —         | —         | —          | —          | —          | 3      | 0      |
| 2011-2012             | «Динамо» (Москва)     | ПЛ                    | 0         | 0         | —     | —     | —     | —         | —         | —         | -          | —          | —          | 0      | 0      |
| 2012-2013             | Чорноморець           | ПЛ                    | 1         | 0         | —     | —     | —     | —         | —         | —         | -          | —          | —          | 1      | 0      |
| Всього в «Чорноморці» | Всього в «Чорноморці» | Всього в «Чорноморці» | 31        | 5         |       | 1     | 0     |           | 0         | 0         |            | 0          | 0          | 32     | 5      |
| 2013-2014             | «Говерла»             | ПЛ                    | 0         | 0         | —     | —     | —     | —         | —         | —         | -          | —          | —          | 0      | 0      |
| 2014-2015             | «Штутгарт II»         | 3БЛ                   | 23        | 3         | —     | —     | —     | —         | —         | —         | -          | —          | —          | 23     | 3      |
| 2015-2016             | «Штутгарт II»         | 3БЛ                   | 17        | 6         | —     | —     | —     | —         | —         | —         | -          | —          | —          | 17     | 6      |
| 2015-2016             | «Штутгарт»            | 1БЛ                   | 4         | 0         | КН    | 1     | 0     | —         | —         | —         | -          | —          | —          | 5      | 0      |
| Всього                | Всього                | Всього                | 75        | 14        |       | 2     | 0     |           | 0         | 0         |            | 0          | 0          | 77     | 14     |

## Досягнення

### Клубні
- Чемпіон Другої Бундесліги (1): 2016/17

### Міжнародні
- Фіналіст Кубка Співдружності (1): 2013